# Mumias Sportcomplex
Het Mumias Sportcomplex is een multifunctioneel stadion in Mumias, een stad in Kenia. Het stadion wordt vooral gebruikt voor voetbalwedstrijden, de voetbalclub Mumias Sugar F.C. maakte gebruik van dit stadion (die club is inmiddels opgeheven). Er is plaats voor 10.000 toeschouwers in dit stadion.
In 2009 werd van dit stadion gebruik gemaakt voor de CECAFA Cup 2009, het toernooi dat van 28 november tot 13 december 2009 in Kenia werd gehouden. In dit stadion werd 6 (groeps)wedstrijden gespeeld. Ook in 2017 wordt dit stadion gebruikt voor de CECAFA Cup 2017.